# Ли Минцян
Ли Минця́н (кит. упр. 李名強, пиньинь Lǐ Míngqiáng; род. 29 сентября 1936) — китайский пианист.
Брал уроки в Шанхае у Альфреда Виттенберга, затем учился в Шанхайской консерватории у Татьяны Кравченко. В конце 1950-х гг. стал лауреатом ряда международных конкурсов, в том числе выиграл Международный конкурс имени Энеску в Бухаресте (1958) и был удостоен IV премии на Международном конкурсе имени Шопена (1960). Концертировал по всему миру, включая Австралию, Австрию, Германию, Грецию, Кубу, СССР и т. д. Преподавал в Шанхайской консерватории.
В годы Культурной революции был отправлен для «перевоспитания» в деревню. По итогам перевоспитания потерял возможность выступать. В 1978 г. был возвращён в Шанхай, вновь преподавал в консерватории, в 1984—1989 гг. был её вице-президентом. С 1997 г. преподаёт в Гонконге. Входил в состав жюри различных международных конкурсов. Ли Минцян был членом жюри конкурса пианистов Сантандера Паломы О'Ши в 1990 годах.